# Тбилисский математический институт
Тбилисский математический институт (груз. ა. რაზმაძის სახელობის მათემატიკის ინსტიტუტი) — учреждение научно-исследовательского профиля. Расположен в Тбилиси.

## История
Организован в 1933 году как научно-исследовательский институт математики, физики и механики — структурное подразделение Тбилисского университета. Возглавил новый институт Н. И. Мусхелешвили.
Из структуры университета выделился в 1935 году и вошёл в Грузинский филиал АН СССР. Директором института стал В. Купрадзе.
С организацией АН Грузинской ССР (1941) — в системе Академии. В 1944 году институту было присвоено имя одного из основоположников грузинской математики А. Размадзе (1890—1929).
С 1941 по 1976 год институт возглавлял Н. И. Мусхелешвили.
Институт размещался в д. 8 на ул. Дзержинского (ныне — улица Павла Ингороквы).
В 1967 году институт был награждён орденом Трудового Красного Знамени.
Институтом руководили: 1976—1989 годах Н. Векуа, в 1989—2006 годах — И. Кигурадзе. С июня 2006 года по апрель 2008 года обязанности директора института исполнял Н. Партвания, с апреля 2008 года директором института является Н. Парсвания.
1 января 2011 года институт вновь возвратился в структуру Тбилисского университета.

## Научные исследования
Разрабатывались проблемы топологии, теории чисел, теории функций, теории дифференциальных и интегральных уравнений, приближённого анализа и математической теории упругости.